# Saab 9000
Saab 9000 är en svensk personbil tillverkad av Saab i två generationer mellan 1984 och 1998. Modellen utvecklades i samarbete med Fiatkoncernen och har tre systermodeller i Fiat Croma, Lancia Thema och Alfa Romeo 164. Den moderniserades  1993 och ersattes av Saab 9-5 1998

## Historia
Saab 9000 lanserades 1984 och markerade ett nytt steg för Saabs biltillverkning. 9000 var större än Saab 900 och visade Saabs intentioner att ta sig in i ett nytt segment för att bli mer konkurrenskraftigt. Pressen hyllade modellen för bland annat innerutrymmena, köregenskaperna och säkerheten. På grund av sina generösa innerutrymmen klassades bilen som "Large Car" i USA, vilket var en prestation med tanke på bilens (med USA-mått) kompakta yttre. Saab 9000 hade tändningslåset placerat vid höger sida om ratten, den sista Saaben där startnyckeln eller startknappen inte sitter mellan framstolarna. Det var också den första Saaben med tvärställd motor sedan Saab 92 (Ur-Saaben). Motorn var en tvärställd variant av H-motorn som även satt i Saab 900 och 99, men växellådan var unik för Saab 9000 och helt nyutvecklad.

### Utveckling
Arbetet med att ta fram Saab 9000 började 1974 då de första diskussionerna började kring en ersättare för Saab 99. Projektet kallades NGS - Ny generation Saab. Det försenades och startades upp på nytt 1977 under namnet X29. När samgåendet mellan Saab och Volvo sprack agerade Saab och inledde samtal med Fiat-ägda Lancia. Det slutliga samarbetet kom till efter samtal mellan Marcus Wallenberg och Giovanni Agnelli. 9000 utvecklades nu i ett nära samarbete, De fyras klubb, med FIAT-koncernen och var ett välkommet tillskott för den ekonomiskt alltmer trängda personbilsavdelningen inom dåvarande Saab-Scania. 1979 startade samarbetet. Fiat tillverkade syskonmodellerna Fiat Croma, Lancia Thema och Alfa Romeo 164. 
Släktskapet är tydligast mellan Saab, Fiat och Lancia. Dessa modeller har flera gemensamma delar medan Alfa Romeo 164 bara har samma chassi och har markant annorlunda utseende. Saab 9000 har till exempel identiska dörrar med Fiat Croma liksom vindruta. För designen av Croma och Thema stod Giorgetto Giugiaro. Björn Envall "saabifierade" utseendet till att bli Saab 9000. Saaben fick en stel bakaxel efter att Saab utvärderat Fiats respektive Alfa Romeos alternativ på sjöis och kommit fram till att det senare erbjöd bäst väghållning. Fiat Croma behöll den mer avancerade delade bakaxeln som å andra sidan gav bättre komfort. 

### Lansering

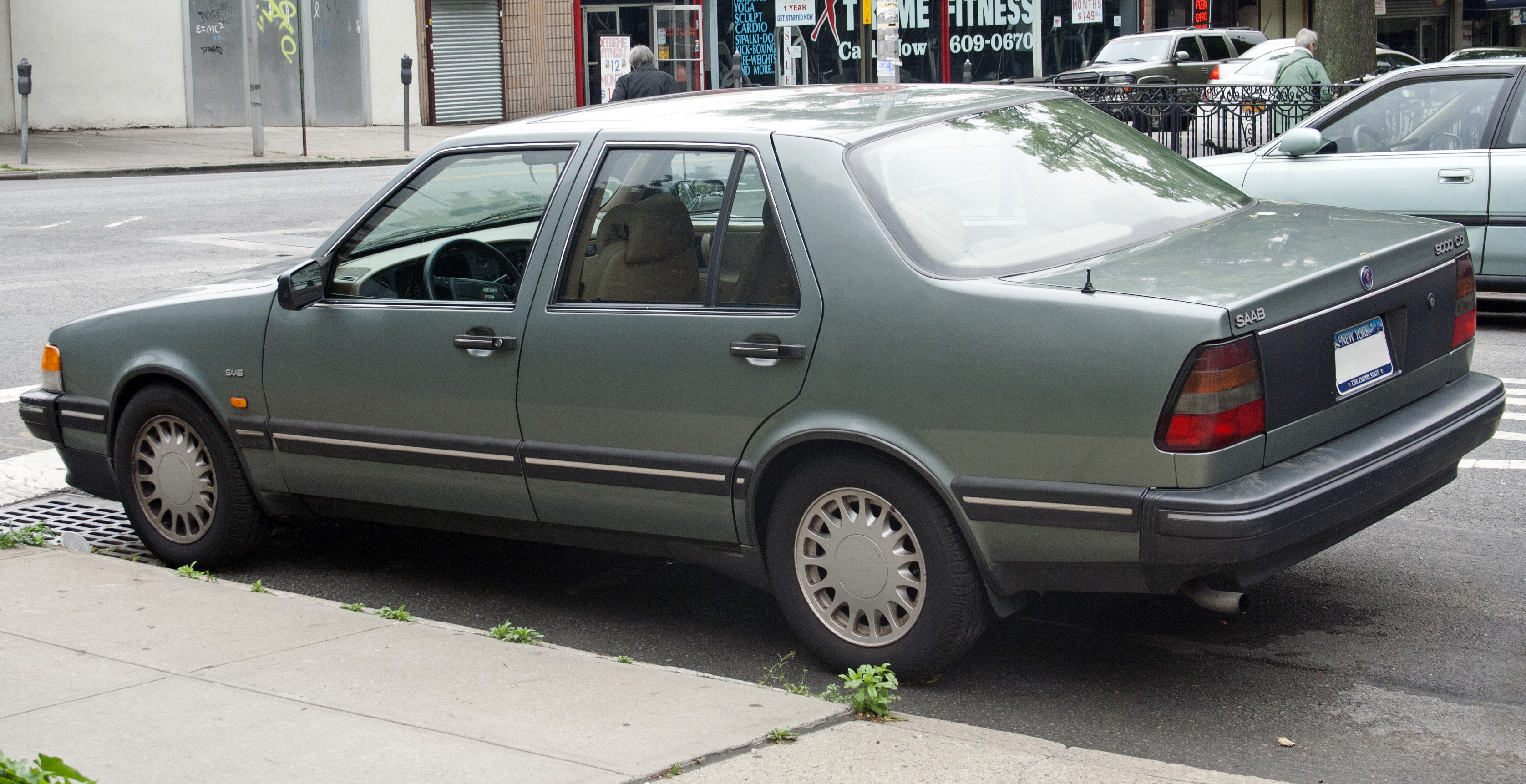
Saab 9000 CD

Saab 9000 började säljas som årsmodell 1985 med ett motoralternativ; fyra cylindrar, två liter, turbo och 175 hästkrafter. Året därpå introducerades samma motor utan turbo på 130 hästkrafter i 9000i. Saab 9000 fick mycket positiva omdömen i massmedia och låg länge tvåa i svensk försäljningsstatistik efter Volvo.[källa behövs]
Under 1988 introducerades modellen 9000 CD. Den hade sedankaross, var lite längre och fanns till en början bara med turbomotor. En 2,3-litersmotor tillkom 1990 som motoralternativ. Dess motorblock var helt nyutvecklat och hade dubbla balansaxlar, vilket minskade motorvibrationer, och 90 mm slaglängd. Topplocket var en vidareutveckling av tvålitersmotorns. Från början fanns 2,3-litersmotorn bara utan turbo (150 hk), men från och med året därpå fanns den med fulltrycksturbo på 200 hk samt från 1994 med lättrycksturbo på 170 hk. En ny variant på det nyare raka motorblocket på 2,0 liter i turbo- och sugmotorutföranden kom 1994; turboutförandet låg då på 150 hk. Med motorn på 200 hk fanns Saab 9000 som så kallad "Aero" 1991; en sportig modell med extrautrustning.

### 9000 CS

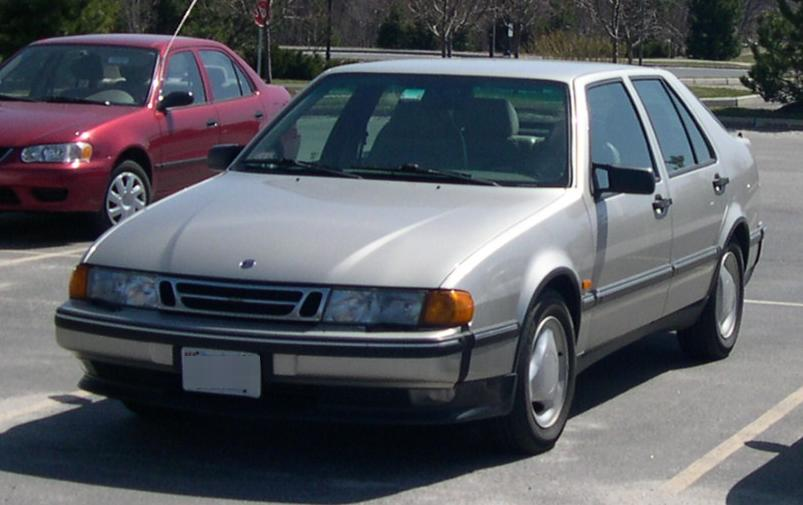
En Saab 9000 CS med nya fronten från 1992.

År 1992 introducerades ytterligare en modell, benämnd 9000 CS (Combi Sedan), som utgick ifrån 9000 CD men i combicoupéutförande precis som 9000 CC (som ursprungskarossen från och med då benämndes), med lägre front och högre bakparti. Även 9000 CD fick 1995 den nya fronten från CS. Året efter, som årsmodell 1993, återkom Aero-modellen med 225 hk och CS-kaross. Denna modell hade även den så kallade "pilotinredningen" med skålade stolar och baksäte. Samtidigt introducerades Griffin, en 9000 CD i mer lyx- och komfortbetonat utförande än den sportiga Aero, med turbomotor på 200 hk. Under ett par år fanns även en 3,0-liters V6 på 210 hk från Opel, som även ersatte den fyrcylindriga motorn i Griffin-modellen. I Finland togs en konceptbil fram när man skulle börja tillverka Griffin-modellen; en Saab 9000 CD med egenkonstruerad V8-motor. Med denna skulle Saab slå sig in bland de stora i USA, men istället valdes ovan nämnda V6. En variant av Opel-motorn fanns även i Saab 900, från årsmodell 1994. Från 1994 var motorerna något modifierade av hänsyn till transmissionen och kallades ibland "kortmotor".
Saab 9000 var redan från första början en viktig modell och kom att tillverkas ända fram till den 6 maj 1998, och avlöstes av Saab 9-5. Närvarande när det sista exemplaret av 9000 rullade av bandet var bland andra Saab-ledningen och formgivaren Björn Envall. Bilen rullade av bandet med Trafikmagasinets Carl-Ingemar Perstad vid ratten. Han körde bilen från fabriken till Saabmuseet där bilen nu ingår i Saabs museisamlingar. Drivlinan från 9000 har länge följt med i Saab.

### Talladega

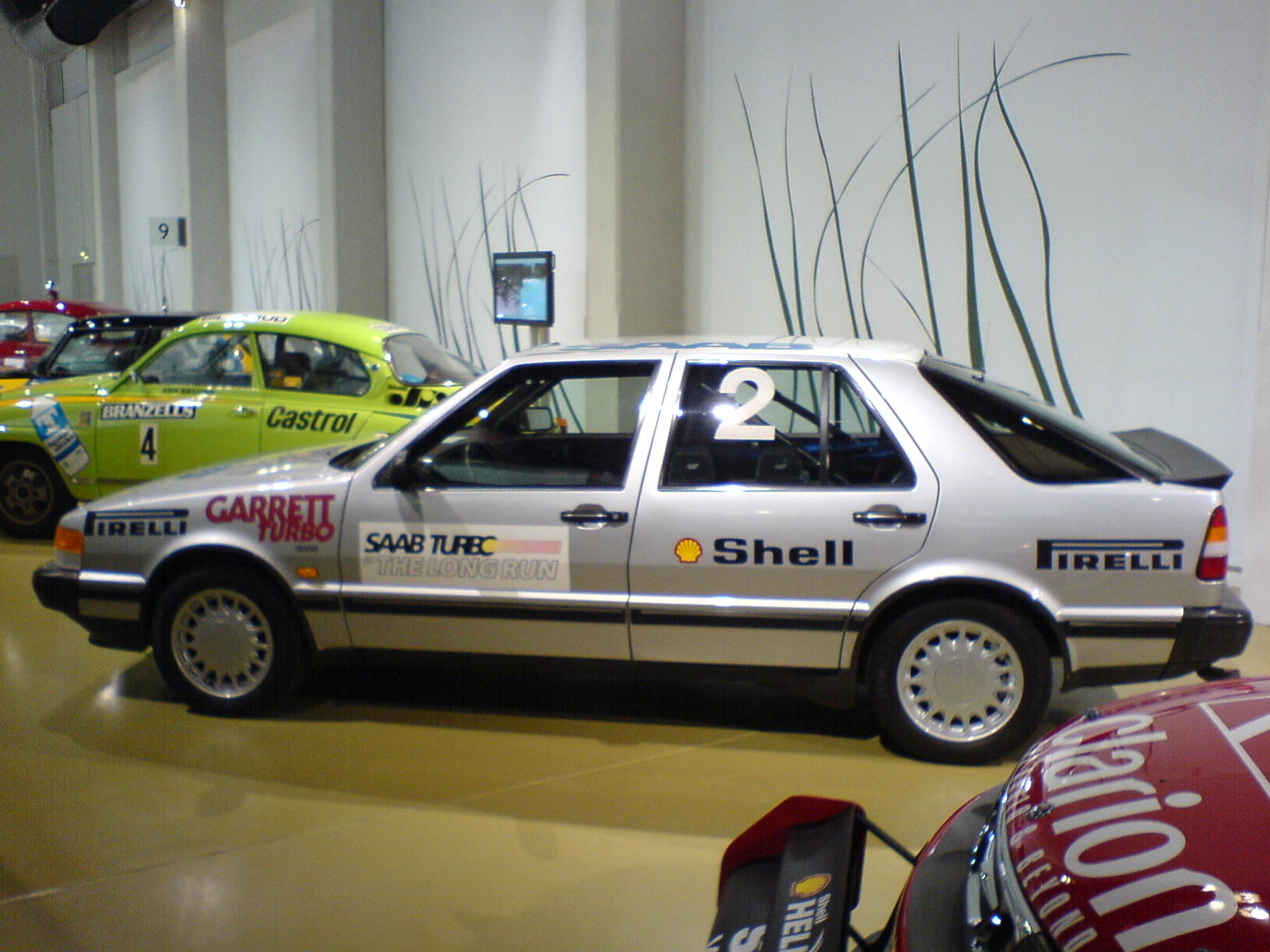
Bil nummer två av de tre Talladega-bilarna

Hösten 1986 slog Saab två världsrekord i hastighet med standardbil på motorbanan i Talladega, USA. Man använde sig av tre stycken Saab 9000 Turbo som plockades direkt och slumpvis från monteringslinan av oberoende kontrollanter. Bilarna kördes in under kontrollerade former och plomberades sedan inför resan till Talladega. Under provet, som pågick under 20 dagar, kördes bilarna för full gas med stopp endast för tankning, service och förarbyte. 
Vid reparationer fick endast reservdelar som vägde sammanlagt 85 kg och som medförts i fordonet från start användas. Varje bil hade därför ett komplett topplock, ett turboaggregat samt diverse slangar och kopplingar i bagageutrymmet. Dessutom monterades en säkerhetsbur. Förutom detta var bilarna helt standardutrustade, kördes på vanlig handelsbensin, vanlig olja användes liksom standarddäcken. Man lyckades både köra 10 000 mil med en genomsnittlig hastighet av 213,299 km/h och 8046 mil med en genomsnittlig hastighet av 213,686 km/h. I dessa beräkningar ingår alltså även stoppen. Dessutom slog man ytterligare 19 internationella rekord vid samma tillfälle. Det tar för en svensk genomsnittsbilist nästan sju år att nå 10 000 mil (årlig medelkörsträcka är cirka 1500 mil) istället för de tre veckorna i rekordförsöket.

## Tidslinje

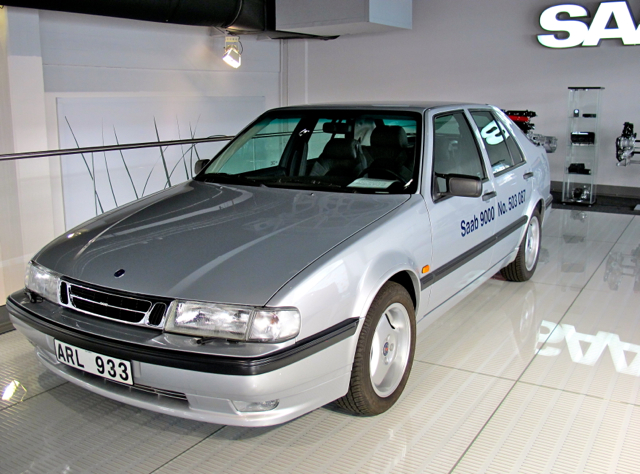
Saab 9000.

- 1984: Saab 9000 lanserades som den Nya generationen SAAB i Kolmården 24 maj 1984. De första bilarna levererades till kund kommande höst som 1985 årsmodell. Bilarna blev eftertraktade och vissa betalade överpris för att få ett kontrakt på en leveransklar bil.
- 1985: Sidoblinkers på framskärmarna samt att SAAB 9000i16 lanseras under modellåret 1986. 130 hk/DIN Acc 0-100 10,5 sek Toppfart 190 km/h.
- 1986: Låsningsfria bromsar, dels en 4 stegad automatlåda som tillbehör och bilarna kunde levereras med katalysator från och med årsmodell 1987, 125 hk/DIN dels 160 hk/DIN för turbomodellen.
- 1987: Årsmodell 1988 lanserades hösten 1987. Sedanmodellen CD lanserades i Nice i januari 1988. Bilen kunde endast levereras med turbomotor. En trimmad turbomodell vid namn Talladega lanserades på Stockholms bilsalong i februari 1988. 175 hk/DIN med kat och 192 hk/DIN utan katalysator.
- 1988: Motoreffekterna höjdes på katalysatormodellerna från 125 till 130 på insprutningsmodellerna och de vanliga turbomodellerna från 160 till 165 hk/DIN. SAAB 9000 CDi16 lanseras under hösten 1988 på Birminghams bilsalong.
- 1989: Saabs nya 2,3 liters sugmotor på 150 hk/DIN lanserades, dels höjs effekten på Talladegamodellen till 185 hk/DIN. Talladegamodellen fick även nya treekrade aluminiumfälgar samt ny bakspoiler.
- 1990: 2,3-litersmotorn kom i turboutförande med 200 hk/DIN. Talladegamodellen ersattes av S-line samt Aero. I Storbritannien hette modellen Carlsson. Femdörrarsbilarna fick samma sluttande front som CD-modellen.
- 1991: CS-modellen lanserades och låsningsfria bromsar blev standard.
- 1992: 2,0 liter lättrycksturbo på 150 hk/DIN lanserades för CS- och CD-modellerna. Vid Parisbilsalongen hösten 1992 lanserades 9000 Aero med 225 hk/DIN. De första bilarna levererades årsskiftet 1992/1993.
- 1993: 2,3 liters lättrycksturbo på 170 hk/DIN lanserades samt att krockkuddar på förarplatsen blir standard på många marknader, bland annat Sverige.
- 1994: CD-modellen fick samma front som CS-modellen, även baklyktorna ändrades på modellen. En V6:a från GM lanserades, motorn var på 3,0 liter och har 210 hk/DIN.
- 1995: 2,3-litersmotorn utan turbo försvann och ersattes med en 2,0 LPT-motor på 150 hk/DIN (lättrycksturbo) och Ecopower gemensamt begrepp för turbomotorer.
- 1996: V6:an försvann och SAAB firade sitt 50-årsjubileum med en "Anniversary"-modell av CS-modellen. Detta var den sista årsmodellen för CD.
- 1997: CS-modellen tillverkades en kort tid efter 9-5:ans lansering och fasades ut under modellåret 1998.
- 1998: den sjätte maj 1998 tillverkades den sista Saab 9000. Bilen kördes till Saabs bilmuseum.

Källa: Motorhistoriskt magasin, nr 3 1997. Totalt byggdes 503 088 bilar under 14 år. 125 702 stannade i Sverige 
Prestanda: 
- Saab 9000i 2.0-16. 130 hk/DIN. Acceleration från 0 till 100 km/h 10,6 sek. Toppfart 193 km/h. Källa: Autobild 05-05-1986.
- Saab 9000 2,0 Turbo-16. 175 hk/DIN. Acceleration från 0 till 100 km/h 8,2 sek. Toppfart 223 km/h. Källa: Autobild 06-10-1986.
- Saab 9000 2,3 Turbo-16. 195 hk/DIN.Acceleration från 0 till 100 km/h 7,6 sek. Acc från 0 till 160 km/h 18,1 sek.Toppfart 232 km/h.

Källa: Auto motor und sport nr 26, 14-12-1990.
Notera att tidningen anger lägre effekt än fabriken.